# 昭應宮
24°45′27″N 121°45′11″E / 24.757549°N 121.752931°E
昭應宮，是位於臺灣宜蘭縣宜蘭市新民里的媽祖廟，為縣定古蹟，廟內有楊廷理、翟淦、陳蒸這三位清治時期官員的神像。

## 沿革
此媽祖廟為在嘉慶十三年（1808年）由居民合建，當地人稱為「媽祖宮」。嘉慶十七年（1812年），楊廷理奏請朝廷，撥款協助闢建媽祖廟，並賜「敕建昭應宮」匾額。當時正面前設有刻寫「御路」的石刻，以示唯獨神明、神轎才得以通行。道光十四年（1834年），遷到對面今址，改為坐東朝西，廟門不再面海。
1923年再度整修。
二次大戰時，後殿被盟軍所炸毀，宜蘭城隍廟廟公徐燦壽在1953年9月3日陳情議員由美援資金來重建，但被恥笑，1963年宜蘭市士紳李朝成等人發起重建。
對街原有一百多坪廟埕廣場（臺灣文化協會與臺灣民眾黨曾在此處前宣揚民主思想），1968年7月經信徒代表大會議決把廣場交由市公所管理，做為市場分租給商家，在1972年新建完成六層樓的宮前大樓，並納入公有第三市場管理。因建立此大樓，原先戲台不存。1990年，臺灣省民政廳規劃重修。
今廟址位在宜蘭市中山路3段106號。

## 建築特色

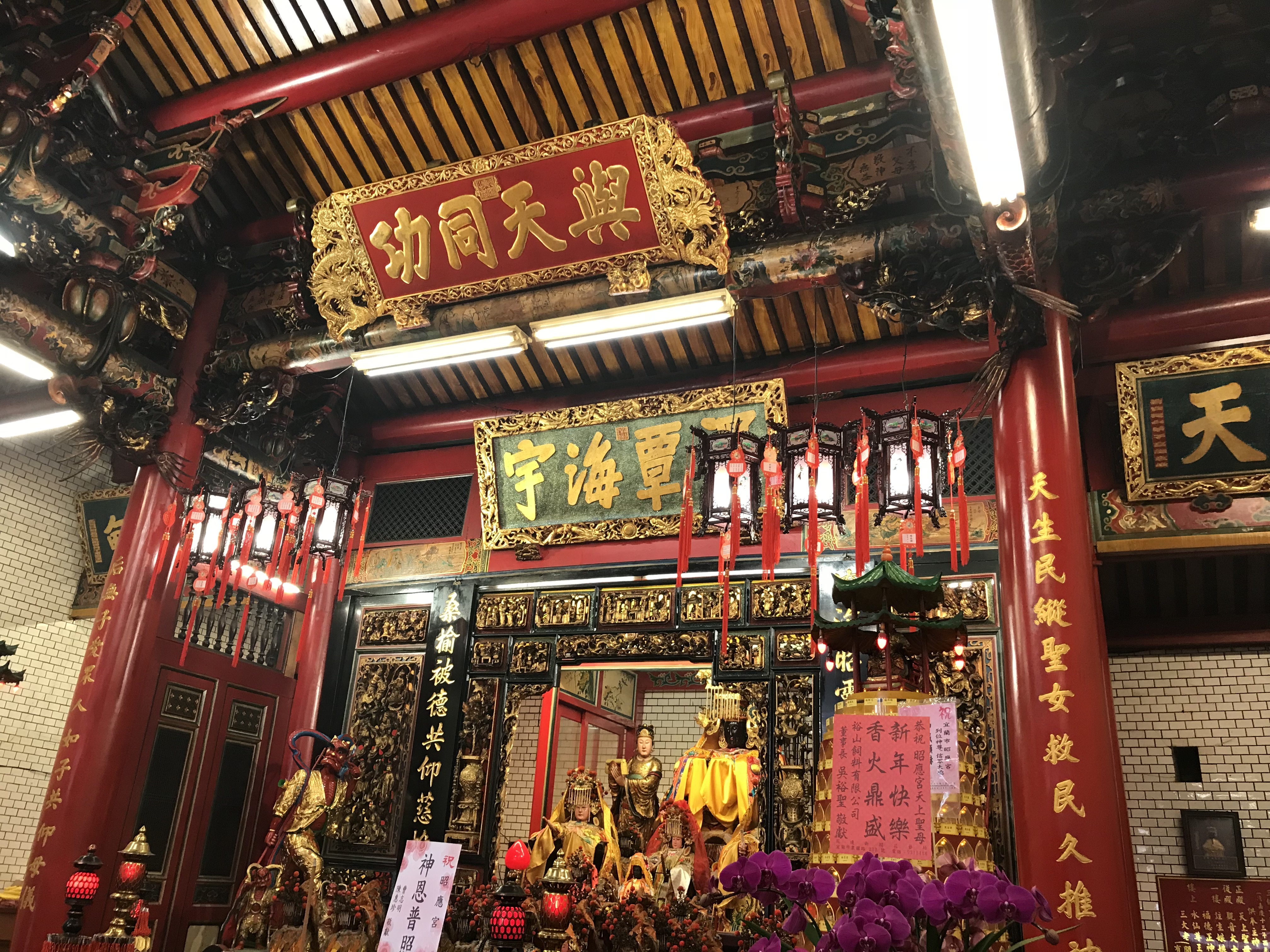
昭應宮匾額

廟宇採三進式，是道光十四年遷建時由兩殿式所改，屬於臺灣早期長形式的建築系統，從廟埕至後殿，深達六十多公尺其大木結構、細部木雕，石柱、石雕或門窗等皆保留道光年間物件，御路以泉州白石建成，龍柱為福建所製，石獅子乃唐山所產青石製成。陳合元曾對廟宇進行修護，後得到薪傳獎。廟內的清朝古碑，曾為眾人拓印的對象，但1983年林文義報導時，字跡已相當模糊不清。匾額有光緒帝御賜「與天同功」、道光「澤覃海宇」、通判丁承禧「澤周海甸」、總兵張兆連「恩周赤子」。神龕前方型木製香爐為嘉慶十五年（1810年）楊廷理製。

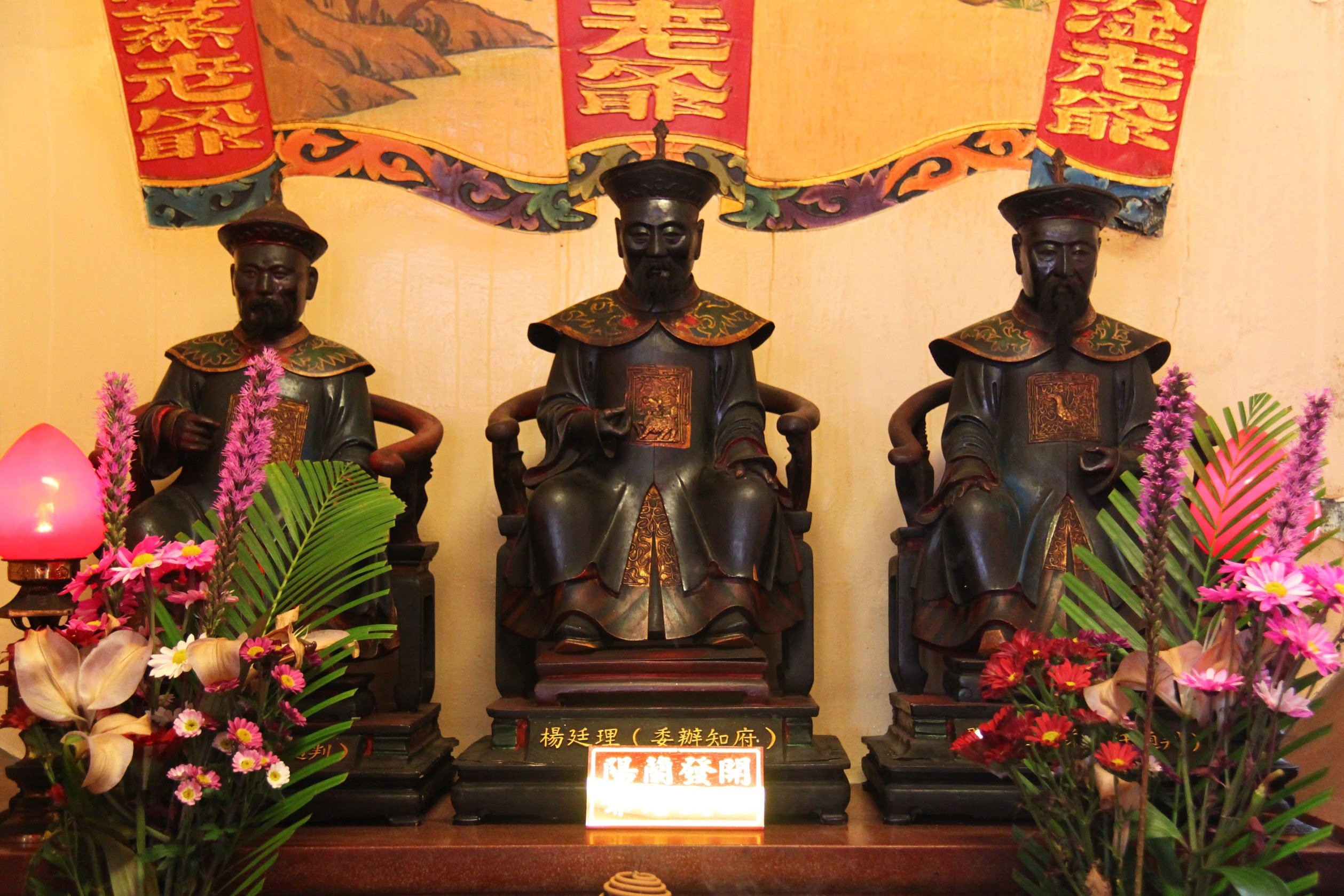
宜蘭昭應宮三大老

後殿（蔣渭水曾在此設讀報社。）一樓從祀觀世音菩薩，二樓供奉水仙尊王。二樓左龕祭祀供開發宜蘭有功俗稱「三大老」的名宦。其神像中坐楊廷理、左為翟淦、右為陳蒸。林正芳表示，據他的研究，臺灣有些廟宇也有供奉清朝治理地方有功的官吏，但幾乎都只供奉牌位，唯獨此廟是三尊身著清代官服的木雕金身。1997年宜蘭縣政府欲設立設治紀念館、對這三尊神像進行仿雕時，廟方發現神像遭蟲蛀蝕，遂請雕刻師陳萬松修復，1998年2月13日重新安奉時由時任縣長劉守成親自致祭。
由於昭應宮建廟，引來自臺灣中南部或中國大陸的藝師進駐今宜蘭市鄂王里，使該地聚集傳統工匠。彰化師範大學美術系教授陳世強童年時曾為此廟寫生，他就為鄂王里光大巷的居民。
1985年被指定為國家三級古蹟（今縣定古蹟）。1998年9月7日，立委林建榮邀集內政部、民政廳官員及學者李亦德等人，研究修復作業。

## 祭祀
農曆十二月二十四日，廟方會舉行送神與清黗，備葷、素兩種供品各四大碗、四中碗和八小碗，各有十六碗等以送神，並以清香腳、香爐、篩香灰為三大老清黗，至農曆正月初四會舉辦接神儀式。
以農曆三月二十三媽祖生為祭祀。當地的新民里有名為「恭迎媽祖聖會」的祭祀組織。

## 傳說
林正芳表示，相傳道光年間廟宇搬遷前，堪輿師認為廟宇朝東，可物產豐富，若改西向則會科甲聯登，當時信徒和仕紳都認為後者才是地方最光榮的事，於是打破媽祖廟門朝海的慣例，改成背對海，後同治七年（1868年），宜蘭出了第一位進士楊士芳。
位於同縣之縣定古蹟利澤簡永安宮也背海面山。

## 外部連結
- 昭應宮——文化部文化資產局 （页面存档备份，存于）